# Samsung Galaxy S
Samsung Galaxy S je smartphone společnosti Samsung, pracující na operačním systému Android.

## Základní parametry[4][5]
- Konstrukce: klasická s dotykovým displejem
- OS: Android 2.1 + aktualizace na Android 2.3
- Procesor: 1 GHz, S5PC111
- Frekvence: GSM 850/900/1 800/1 900 MHz + UMTS + HSDPA
- Rozměry: 122 × 64 × 10 mm
- Hmotnost: 118 gramů
- Displej: aktivní, dotykový (kapacitní), Super AMOLED, 480 × 800 b., úhlopříčka 4" (102 mm), aktivní pohotovostní režim
- Fotoaparát: 5 Mpx, autofocus, záznam videa (1 280 × 720, 30 fps)
- Paměť: 512 MB RAM, 8/16 GB + microSDHC (až 32 GB)
- Zasílání zpráv: SMS, MMS, e-mail, RSS
- Globální přenos dat: GPRS, EDGE, UMTS, HSDPA (do 7,2 Mbps), HSUPA (do 5,76 Mbps)
- Lokální přenos dat: Bluetooth 3.0, kabel (micro usb), mass storage Wi-Fi, DLNA
- Hudba: MP3/AAC přehrávač, A2DP, FM radio (RDS, RT), 3,5 mm jack
- Ostatní: minimalizace aplikací, multitasking, internetový prohlížeč, videohovor, prohlížeč dokumentů, GPS, akcelerometr, podpora pro DivX (HD) a XviD
- Baterie: 1 500 mAh (typ EB575152VU)
- Životnost baterie: až 750 h v pohotovostním režimu, 13 hodin hovoru

## Neobsahuje/nepodporuje
Xenonový blesk a LED blesk.

## Obsah balení
Mobilní telefon, nabíječka, stereo handsfree, potřebné dokumenty.